# Опруга
Опруга или федер је машински елемент који се користи за остваривање еластичних спојева. Под дјеловањем силе долази до деформације опруге, а по престанку дјеловања силе враћају се у првобитни положај. Намена опруга је врло разнолика. Могу служити за привремено спремање (акумулацију) механичке енергије, за ублажавање удара (амортизер), за мерење силе и друге намене.
Опруга је изразито еластичних својстава, који приликом деформације (промене облика) преузима механички рад у облику акумулиране потенцијалне енергије, а који у одређеном тренутку може ослободити повратком у почетни положај. Механички рад претварају у потенцијалну енергију, а њу опет назад у механички рад, то јест опруге акумулирају рад. Служи за ублажавање удараца (на возилима, осовинским спојницама), за акумулирање механичког рада (у механичким сатовима, дечјим играчкама), за поврат покрета (код вентила или полужја), за ограничење силе (на моментним кључевима за завртање), за мерење силе (код динамометара), за регулацију подизаја (код регулацијских вентила), као осцилациони део и у многе друге сврхе. Опруге се деле према облику (лиснате, тањирасте, прстенасте, цилиндричне завојне, коничне завојне, спиралне), пресеку (квадратне, пљоснате, округле и друго), оптерећењу (истезне, притисне, оптерећене на савијање или увијање). Материјал од којег се израђују најчешће је посебна врста челика за опруге, који је еластичан и јако жилав (челик за опруге). За специјалне намене употребљавају се легирани челици: нерђајући, антимагнетски, а сасвим изузетно и други метали, те и неметали, на пример композитни материјали.
Опруга је еластични машински део који под утицајем спољашњих сила акумулира енергију, те је након растерећења врати у облику потенцијалне енергије, читаву или умањену. У пракси се опруге употребљавају за различите намјене. Неки од најчешћих примера употребе су:
- акумулација енергије (опруге за погон механизма у сату и у играчкама),
- пригушење или амортизација удараца и вибрација (торзијске опруге у цестовним возилима), одбојници железничких возила, за вешање точака, еластичне спојнице,
- као повратни део (опруге у вентилима, спојницама, мерним инструментима),
- мерење или ограничење сила (вага с опругом или динамометар, преса),
- расподјела сила (оруђа за учвршћивање, жељезничка и цестовна возила),
- опруге за затезање.

## Историја
Једноставне незавојне опруге су се користиле кроз историју човечанства, као рецимо лук и стрела. У бронзаном добу се почињу користити сложеније опруге, као на пример пинцета или клијештица. Ктесибије Александријски је правио бронзане опруге, с повећаним садржајем калаја, које су имале добра еластична својства.
Прве завојне опруге су се појавиле у 15. веку. Први сат с торзијском опругом за навијање се појављује у 16. веку. Године 1676. британски физичар Роберт Хук открива законитости у раду опруга, код њиховог истезања и сабијања, што се данас назива Хуков закон.

## Хуков закон
Већина опруга које нису растегнуте и стиснуте преко границе еластичности (приближно) прате Хуков закон, па се тако при прорачунима сматра да је сила којом се опруга опире притиску линеарно пропорционална промјени дужине опруге:
{\displaystyle F=-kx,\ }
гдје је
 вектор помјерања - даљина и смјер у којем се опруга деформира
 вектор резултантне силе - магнитуда и смјер повратне силе коју опруга врши
 је константа опруге или константа силе опруге, дата у N/m.
Опруге у облику завојнице и други чести облици углавном поштују Хуков закон. Код неких типова, посебно при савијању, силе су нелинеарне и Хуков закон не вриједи.

## Карактеристика и рад опруге
Под карактеристиком опруге разумева се крива која приказује међусобну зависност њеног оптерећења (сила) и деформације (продуљење или скраћење). Ако се затезна, притсна или савојна опруга оптерете силом F, хватиште силе направи пут s који се назива прогиб. Слично томе, опруге оптерећене торзијским моментом T закрећу се за угао α који се назива закретање опруге. Прогиб и угао закрета се заједничким именом називају опружење. Зависност опружења од оптерећења назива се карактеристика опруге, а може бити линеарна, прогресивна или дегресивна. Карактеристика опруге дефинирана је односом прираста оптерећења и опружења који се назива крутост опруге. У опругама с линеарном карактеристиком крутост опруге је константна величина и назива се константа опруге:
{\displaystyle c={\frac {F}{s}}\ }
{\displaystyle c_{t}={\frac {T}{\alpha }}\ }
где је: c - крутост опруге за затезне, притисне и савојне опруге  - крутост опруге за торзијске опруге (Nmm/rad), F – оптерећење опруге или сила (N), s – прогиб опруге (mm), T – торзијски момент опруге (Nmm) и α – закретање опруге (рад).
Приликом оптерећења опруге силом F или моментом торзије T, у опрузи се акумулира радња опруге. Опруга приликом растерећења предаје акумулирану радњу умањену за удео унутрашњег трења у материјалу опруге. У пракси се често сусрећу примери када је у поједином склопу истовремено уграђено више опруга које су повезане у такозвани „састав опруга”, чиме се омогућује тражена функција тог склопа. Поједине опруге могу бити повезане у састав опруга на различите начине:
- паралелни састави опруга; опруге су уграђене тако да се укупна сила распоређује на поједине опруге, при чему је прогиб свих опруга једнак.
- серијски састави опруга; опруге су уграђене тако да на поједине опруге делује једнако велика сила F. Прогиби појединих опруга уопштено нису једнаки, те су зависни о константама опруге.
- комбиновани састави опруга; у комбинованим саставима опруга, опруге су у различитим комбинацијама уграђене паралелно и серијски.

### Прорачун опруга
Како се оптерећење опруга мери силом F, а деформација прогибом, односно елонгацијом или контракцијом f, односно моментом силе M и углом увијања φ, то је карактеристика опруге или такозвана њезина крутост c одређена изразом:
{\displaystyle c={dF \over df}}
односно:
{\displaystyle c={dM \over d\phi }}
Крутост се мери у N/mm, односно Nm/радијан и преставља силу, која узрокује деформацију опруге за јединицу дужине, односно лука. Та се вредност зове и специфична или јединична сила. Већ према томе да ли је c = константа, расте или опада с оптерећењем, карактеристика опруге је правац, прогресивна (растућа закривљена) или дегресивна кривуља (опадајуће закривљена).
Механички рад A предан опрузи за две врсте оптерећења износи:
{\displaystyle A=\int _{0}^{f}F\cdot \mathrm {d} f}
односно:
{\displaystyle A=\int _{0}^{\phi }M\cdot \mathrm {d} \phi }
а специјално, кад су карактеристике опруге равне, једначинама:
{\displaystyle A={\frac {F\cdot f}{2}}}
односно:
{\displaystyle A={\frac {M\cdot \phi }{2}}}
Механички рад A’ што га опруге предају кад се растерете једнак је раду A само кад се у њима не ствара ни спољно ни унутрашње трење. Иначе , а разлика A - A троши се за свладавање трења и претвара се у топлоту.

## Материјали опруга
При одабиру материјала за опруге мора се узети у обзир способност обликовања и еластична својства материјала. Избор материјала првенствено зависи од услова експлоатације опруге:
- опруге за рад у нормалним условима: ако се за ове опруге користи нелегирани челик, онда је то најчешће већ патентирана жица са 0,5 до 0,85% угљеника. Патентирање се изводи тако да се аустенитизована жица провлачи кроз оловну купку где се изотермно побољша, а затим се охлади на ваздуху. Обично се након тога још хладно гњечи. После израде (мотања) изводи се ниско попуштање. Због слабе прокаљивости нелегирани челици се користе само за мање пресеке, а због слабе температурне постојаности за рад на температурама само до 80 °C. За опруге које се топлотни обрађују после обликовања користе се челици легирани силицијумем, манганом, хромом и мање ванадијумом, уз средњи садржај угљеника (0,4 до 0,7%). Легирни елементи повећавају прокаљивост, постојаност попуштању и механичка својства материјала опруге. Силицијум се раствара у феритној решетки, повећавајући чврстоћу материјала, а још више границу течења, која код оваквих материјала може достићи и 90% влачне чврстоће. С друге стране, при топлотној обради на вишим температурама, силицијум повећава склоност челика јаком разугљичавању и грубозрнатости, те се на површини добије чисти ферит који је неотпоран на динамичка напрезања. Карактеристика мангана је да осим што повећава својства челика исто као силицијум, узрокује неједнолики распоред укључина сулфида и оксида. Ваљањем оне заузму влакнасти распоред, па челик легиран манганом има високу жилавост у уздужном смеру (лиснате опруге).
- опруге за рад на повишеним температурама: код ових опруга челици су легирани првенствено хромом (до 1,5%) који са жељезом ствара сложени карбид, те са другим елементима (молибден, волфрам и ванадијум) који стварају своје температурно постојане карбиде.
- опруге за рад у корозионој средини: проблем корозије најједноставније и најјефтиније се решава израдом опруга из челика из претходних скупина, те њиховим облагањем антикорозијским заштитним слојем. Но, много ефикасније, али зато и знатно скупље, је израдити опруге од материјала отпорног на корозију. То су првенствено нерђајући челици, те различите врсте бронзе.

## Подела
По начину деловања оптерећења дијеле се на флексионе (подешене за савијање) и торзионе (подешене за увијање).
У флексионе спадају: просте лиснате опруге, гибњеви, спиралне, завојне и тањирасте опруге. У торзионе спадају затезне, притисне и пужасте опруге.

## Илустрације
- Компресиона (притисна) опруга
- Затезна опруга
- Торзиона спирална опруга
- Гибњеви на аутомобилу
- Флексиона тањираста опруга
- Торзиона пужаста опруга
- Пинцета, врста просте лиснате опруге
- Опруга подешена за растезање
- Опруга занатске произведена у Србији 1982. г.